# 2 Heures d'Oschersleben FIA GT 2007
Navigation
Édition précédente
Les 2 Heures d'Oschersleben FIA GT 2007, disputées le 8 juillet 2007 sur le circuit d'Oschersleben, sont la cinquième manche du championnat FIA GT 2007.

## Course

### Classement de la course
Classement à l'issue de la course (vainqueurs de catégorie en gras), :
| Pos.   | Catégorie | N° | Écurie                          | Pilotes                                        | Châssis                     | Pneus | Tours |
| Pos.   | Catégorie | N° | Écurie                          | Pilotes                                        | Moteur                      | Pneus | Tours |
| ------ | --------- | -- | ------------------------------- | ---------------------------------------------- | --------------------------- | ----- | ----- |
| 1      | GT1       | 1  | Vitaphone Racing Team           | Michael Bartels Thomas Biagi                   | Maserati MC12 GT1           | M     | 81    |
| 1      | GT1       | 1  | Vitaphone Racing Team           | Michael Bartels Thomas Biagi                   | Maserati 6.0L V12           | M     | 81    |
| 2      | GT1       | 11 | Scuderia Playteam Sarafree      | Andrea Bertolini Andrea Piccini                | Maserati MC12 GT1           | P     | 80    |
| 2      | GT1       | 11 | Scuderia Playteam Sarafree      | Andrea Bertolini Andrea Piccini                | Maserati 6.0L V12           | P     | 80    |
| 3      | GT1       | 23 | Aston Martin Racing BMS         | Jamie Davies Fabio Babini                      | Aston Martin DBR9           | P     | 80    |
| 3      | GT1       | 23 | Aston Martin Racing BMS         | Jamie Davies Fabio Babini                      | Aston Martin 6.0L V12       | P     | 80    |
| 4      | GT1       | 12 | Scuderia Playteam Sarafree      | Giambattista Giannoccaro Alessandro Pier Guidi | Maserati MC12 GT1           | P     | 80    |
| 4      | GT1       | 12 | Scuderia Playteam Sarafree      | Giambattista Giannoccaro Alessandro Pier Guidi | Maserati 6.0L V12           | P     | 80    |
| 5      | GT1       | 8  | All-Inkl.com Racing             | Jos Menten Peter Kox                           | Lamborghini Murcielago R-GT | M     | 80    |
| 5      | GT1       | 8  | All-Inkl.com Racing             | Jos Menten Peter Kox                           | Lamborghini 6.0L V12        | M     | 80    |
| 6      | GT1       | 22 | Aston Martin Racing BMS         | Enrico Toccacelo Ferdinando Monfardini         | Aston Martin DBR9           | P     | 78    |
| 6      | GT1       | 22 | Aston Martin Racing BMS         | Enrico Toccacelo Ferdinando Monfardini         | Aston Martin 6.0L V12       | P     | 78    |
| 7      | GT2       | 51 | AF Corse Motorola               | Gianmaria Bruni Stéphane Ortelli               | Ferrari F430 GT2            | M     | 78    |
| 7      | GT2       | 51 | AF Corse Motorola               | Gianmaria Bruni Stéphane Ortelli               | Ferrari 4.0L V8             | M     | 78    |
| 8      | GT1 C     | 16 | JMB Racing                      | Joe Macari Ben Aucott                          | Maserati MC12 GT1           | M     | 77    |
| 8      | GT1 C     | 16 | JMB Racing                      | Joe Macari Ben Aucott                          | Maserati 6.0L V12           | M     | 77    |
| 9      | GT2       | 97 | BMS Scuderia Italia             | Emmanuel Collard Matteo Malucelli              | Porsche 997 GT3-RSR         | P     | 77    |
| 9      | GT2       | 97 | BMS Scuderia Italia             | Emmanuel Collard Matteo Malucelli              | Porsche 3.8L Flat-6         | P     | 77    |
| 10     | GT2       | 62 | Scuderia Ecosse                 | Tim Mullen (en) Jaroslav Janiš                 | Ferrari F430 GT2            | P     | 77    |
| 10     | GT2       | 62 | Scuderia Ecosse                 | Tim Mullen (en) Jaroslav Janiš                 | Ferrari 4.0L V8             | P     | 77    |
| 11     | GT2       | 50 | AF Corse Motorola               | Toni Vilander Dirk Müller                      | Ferrari F430 GT2            | M     | 77    |
| 11     | GT2       | 50 | AF Corse Motorola               | Toni Vilander Dirk Müller                      | Ferrari 4.0L V8             | M     | 77    |
| 12     | GT2       | 52 | Racing Team Edil Cris           | Paolo Ruberti Damien Pasini                    | Ferrari F430 GT2            | P     | 76    |
| 12     | GT2       | 52 | Racing Team Edil Cris           | Paolo Ruberti Damien Pasini                    | Ferrari 4.0L V8             | P     | 76    |
| 13     | GT1       | 2  | Vitaphone Racing Team           | Miguel Ramos Christian Montanari               | Maserati MC12 GT1           | M     | 76    |
| 13     | GT1       | 2  | Vitaphone Racing Team           | Miguel Ramos Christian Montanari               | Maserati 6.0L V12           | M     | 76    |
| 14     | GT2       | 63 | Scuderia Ecosse                 | Chris Niarchos Andrew Kirkaldy                 | Ferrari F430 GT2            | P     | 75    |
| 14     | GT2       | 63 | Scuderia Ecosse                 | Chris Niarchos Andrew Kirkaldy                 | Ferrari 4.0L V8             | P     | 75    |
| 15     | GT1 C     | 15 | JMB Racing                      | Antoine Gosse Peter Kutemann                   | Maserati MC12 GT1           | M     | 74    |
| 15     | GT1 C     | 15 | JMB Racing                      | Antoine Gosse Peter Kutemann                   | Maserati 6.0L V12           | M     | 74    |
| 16     | GT2       | 99 | Tech9 Motorsport                | Leo Machitski Sean Edwards                     | Porsche 997 GT3-RSR         | M     | 74    |
| 16     | GT2       | 99 | Tech9 Motorsport                | Leo Machitski Sean Edwards                     | Porsche 3.8L Flat-6         | M     | 74    |
| 17     | GT2       | 74 | Ebimotors                       | Emanuele Busnelli Marcello Zani                | Porsche 997 GT3-RSR         | M     | 65    |
| 17     | GT2       | 74 | Ebimotors                       | Emanuele Busnelli Marcello Zani                | Porsche 3.8L Flat-6         | M     | 65    |
| 18     | GT2       | 53 | Racing Team Edil Cris           | Matteo Cressoni Michele Rugolo                 | Ferrari F430 GT2            | P     | 56    |
| 18     | GT2       | 53 | Racing Team Edil Cris           | Matteo Cressoni Michele Rugolo                 | Ferrari 4.0L V8             | P     | 56    |
| 19 DNF | GT1       | 33 | Jetalliance Racing              | Karl Wendlinger Ryan Sharp                     | Aston Martin DBR9           | M     | 40    |
| 19 DNF | GT1       | 33 | Jetalliance Racing              | Karl Wendlinger Ryan Sharp                     | Aston Martin 6.0L V12       | M     | 40    |
| 20 DNF | GT1       | 5  | Carsport Holland Phoenix Racing | Mike Hezemans Jean-Denis Delétraz              | Chevrolet Corvette C6.R     | M     | 21    |
| 20 DNF | GT1       | 5  | Carsport Holland Phoenix Racing | Mike Hezemans Jean-Denis Delétraz              | Chevrolet 7.0L V8           | M     | 21    |
| 21 DNF | GT1       | 36 | Jetalliance Racing              | Lukas Lichtner-Hoyer Robert Lechner            | Aston Martin DBR9           | M     | 1     |
| 21 DNF | GT1       | 36 | Jetalliance Racing              | Lukas Lichtner-Hoyer Robert Lechner            | Aston Martin 6.0L V12       | M     | 1     |
| DSQ    | GT1       | 4  | PK Carsport                     | Anthony Kumpen Bert Longin                     | Chevrolet Corvette C5-R     | M     | 81    |
| DSQ    | GT1       | 4  | PK Carsport                     | Anthony Kumpen Bert Longin                     | Chevrolet 7.0L V8           | M     | 81    |
| DSQ    | GT1       | 7  | All-Inkl.com Racing             | Christophe Bouchut Stefan Mücke                | Lamborghini Murcielago R-GT | M     | 81    |
| DSQ    | GT1       | 7  | All-Inkl.com Racing             | Christophe Bouchut Stefan Mücke                | Lamborghini 6.0L V12        | M     | 81    |